# Neureuth (Schillingsfürst)
Neureuth ist ein Gemeindeteil der Stadt Schillingsfürst im Landkreis Ansbach (Mittelfranken, Bayern). Neureuth liegt in der Gemarkung Stilzendorf.

## Geografie
Der Weiler liegt in Tallage am Steinbach, einem linken Zufluss des Erlbacher Mühlbachs, der ein rechter Zufluss der Altmühl ist. Einen Kilometer nördlich befindet sich die Erhebung Langer First (498 m ü. NHN), 1 km östlich der Steinberg (500 m ü. NHN) und 1 km südlich der Schwander Berg (503 m ü. NHN). 0,75 km westlich liegt das Flurgebiet Strohbrunnen. Die Staatsstraße 2246 führt nach Altengreuth (1,5 km südwestlich) bzw. an Steinbächlein vorbei nach Leutershausen (6 km östlich). Die Kreisstraße AN 34 führt nach Schwand (1 km südlich).

## Geschichte
Der Ort gehörte gemäß einer Auflistung von 1830 zu einem „die Brünst“ oder „die Brunst“ genannten, seit dem Mittelalter stellenweise gerodeten umfangreichen Waldgebiet zwischen Leutershausen und Kloster Sulz mit dem Hauptort Brunst. Die Brünst war für ihre gute Rinderviehzucht bekannt; ihre 22 Dörfer galten als reich.
Im 16-Punkte-Bericht des brandenburg-ansbachischen Amts Brunst aus dem Jahr 1608 wurden für Neureuth 9 Mannschaften verzeichnet, die alle das hohenlohe-schillingsfürstischen Amt Schillingsfürst als Grundherrn hatten. Das Hochgericht übte das Amt Brunst aus. Im 16-Punkte-Bericht des Amts Leutershausen aus dem Jahr 1681 sind für Neureuth die Zahl der Mannschaften und die grundherrschaftlichen Verhältnisse unverändert. Das Hochgericht übte das Amt Leutershausen aus.
1801 gab es im Ort 11 Anwesen, die alle dem Oberamt Schillingsfürst untertan waren.
Mit dem Gemeindeedikt (frühes 19. Jahrhundert) wurde der Neureuth dem Steuerdistrikt und der Ruralgemeinde Stilzendorf zugeordnet. Im Zuge der Gebietsreform in Bayern wurde diese am 1. Januar 1972 nach Schillingsfürst eingemeindet.

### Baudenkmal
- mittelalterliches Steinkreuz; ca. 800 m westlich des Ortes Richtung Altengreuth[10]

### Einwohnerentwicklung
| Jahr      | 001818 | 001840 | 001861 | 001871 | 001885 | 001900 | 001925 | 001950 | 001961 | 001970 | 001987 |
| Einwohner | 70     | 65     | 60     | 60     | 73     | 59     | 63     | 93     | 46     | 53     | 33     |
| Häuser    | 13     | 14     |        |        | 13     | 15     | 11     | 11     | 11     |        | 9      |
| Quelle    | [ 12 ] | [ 13 ] | [ 14 ] | [ 15 ] | [ 16 ] | [ 17 ] | [ 18 ] | [ 19 ] | [ 20 ] | [ 21 ] | [ 1 ]  |

## Religion
Der Ort ist seit der Reformation evangelisch-lutherisch geprägt und bis heute nach St. Wenzeslaus (Weißenkirchberg) gepfarrt. Die Einwohner römisch-katholischer Konfession sind nach Kreuzerhöhung (Schillingsfürst) gepfarrt.